# Vuelta a Guatemala 2010
La Vuelta a Guatemala 2010 se disputó del 20 al 31 de octubre en 11 de los 22 departamentos del país con un recorrido de 1.398 km repartidos en 12 etapas, siendo el ganador final Giovanni Báez. Perteneció al UCI America Tour 2011 dentro de la categoría 2.2.

## Etapas
| Etapa | Fecha         | Recorrido                                                  | Km       | Ganador           | Líder General     | Líder Montaña     | Líder Metas Volantes | Equipos             |
| 1.ª   | 20 de octubre | Ciudad de Guatemala (7 Vueltas) Circuito Anillo Periférico | 119      | Artur García      | Artur García      | No Disputado      | Asbel Rodas          | Lotería del Táchira |
| 2.ª   | 21 de octubre | Ciudad de Guatemala-Zacapa                                 | 140      | Juan Pablo Suárez | Juan Pablo Suárez | Juan Pablo Suárez | Asbel Rodas          | EPM-UNE             |
| 3.ª   | 22 de octubre | Esquipulas-Salamá                                          | 195      | Juan Pablo Suárez | Juan Pablo Suárez | Juan Pablo Suárez | Artur García         | EPM-UNE             |
| 4.ª   | 23 de octubre | Salamá-San Jerónimo-Salamá-Cobán                           | 115      | Rafael Montiel    | Juan Pablo Suárez | Sergio Henao      | Artur García         | EPM-UNE             |
| 5.ª   | 24 de octubre | Posada El Quetzal-Jalapa                                   | 149      | Alejandro Ramírez | Juan Pablo Suárez | Sergio Henao      | Artur García         | EPM-UNE             |
| 6.ª   | 25 de octubre | Jalapa (8 Vueltas)-Sanarate-La Eterna                      | 130      | Janier Acevedo    | Juan Pablo Suárez | Janier Acevedo    | Artur García         | EPM-UNE             |
| 7.ª   | 26 de octubre | Salcajá (Cronoescalada)                                    | 14       | Giovanni Báez     | Giovanni Báez     | Janier Acevedo    | Artur García         | EPM-UNE             |
| 8.ª   | 27 de octubre | Quetzaltenango (12 Vueltas)-San Pedro-San Marcos           | 121      | José Contreras    | Juan Pablo Suárez | Janier Acevedo    | Artur García         | EPM-UNE             |
| 9.ª   | 28 de octubre | San Pedro-San Marcos-Huehuetenango                         | 131      | Giovanni Báez     | Giovanni Báez     | Janier Acevedo    | Artur García         | EPM-UNE             |
| 10.ª  | 29 de octubre | Huehuetenango-Quetzaltenango                               | 137      | Lizandro Ajcú     | Giovanni Báez     | Janier Acevedo    | Artur García         | EPM-UNE             |
| 11.ª  | 30 de octubre | Tecpán-Chimaltenango-Tecpán                                | 134      | John Parra        | Giovanni Báez     | Janier Acevedo    | Artur García         | EPM-UNE             |
| 12.ª  | 31 de octubre | Ciudad de Guatemala                                        | 13 (CRI) | Carlos Gálviz     | Giovanni Báez     | Janier Acevedo    | Artur García         | EPM-UNE             |

## Clasificaciones Finales

### Clasificación general individual
| Posición | Ciclista              | Equipo              | Tiempo      |
| -------- | --------------------- | ------------------- | ----------- |
|          | Giovanni Báez         | EPM-UNE             | 35h 22' 05″ |
| 2        | Juan Pablo Suárez     | EPM-UNE             | + 3' 53"    |
| 3        | Francisco Colorado    | EPM-UNE             | + 5' 37"    |
| 4        | Carlos Gálviz         | Lotería del Táchira | + 7' 46"    |
| 5        | Sergio Henao          | Orgullo Paisa       | + 10' 10"   |
| 6        | Víctor García         | Canel's Turbo       | + 12' 15"   |
| 7        | Daniel Jaramillo      | Orgullo Paisa       | + 12' 17″   |
| 8        | Rafael Montiel        | Orgullo Paisa       | + 12' 38″   |
| 9        | Luis Danilo Marroquín | Café Quetzal        | + 14' 45″   |
| 10       | Freddy Vargas         | Lotería del Táchira | + 15' 15″   |

### Clasificación de la montaña
| Posición | Ciclista          | Equipo        | Puntos |
| -------- | ----------------- | ------------- | ------ |
|          | Janier Acevedo    | Orgullo Paisa | 38     |
| 2        | Giovanni Báez     | EPM-UNE       | 37     |
| 3        | Juan Pablo Suárez | EPM-UNE       | 37     |
| 4        | Sergio Henao      | Orgullo Paisa | 31     |
| 5        | John Parra        | Orgullo Paisa | 20     |

### Clasificación de metas volantes
| Posición | Ciclista                 | Equipo               | Puntos |
| -------- | ------------------------ | -------------------- | ------ |
|          | Artur García             | Lotería del Táchira  | 46     |
| 2        | Asbel Rodas              | Cable DX-Decorabaños | 18     |
| 3        | Rafael Montiel           | Orgullo Paisa        | 17     |
| 4        | John Parra               | Orgullo Paisa        | 17     |
| 5        | Carlos Gabriel Hernández | Esquipulas CCF       | 16     |

### Clasificación de regularidad
| Posición | Ciclista          | Equipo              | Puntos |
| -------- | ----------------- | ------------------- | ------ |
|          | Juan Pablo Suárez | EPM-UNE             | 118    |
| 2        | Víctor García     | Canel's Turbo       | 75     |
| 3        | Carlos Gálviz     | Lotería del Táchira | 73     |
| 4        | Sergio Henao      | Orgullo Paisa       | 72     |
| 5        | Giovanni Báez     | EPM-UNE             | 71     |

### Clasificación Sub-23
| Posición | Ciclista         | Equipo                          | Tiempo      |
| -------- | ---------------- | ------------------------------- | ----------- |
|          | Carlos Gálviz    | Lotería del Táchira             | 35h 29' 52″ |
| 2        | Daniel Jaramillo | Orgullo Paisa                   | + 4' 31"    |
| 3        | Robert Squire    | Selección Sub-23 Estados Unidos | + 10' 18"   |
| 4        | Londy Morales    | Jalapa Mario Estrada            | + 37' 22"   |
| 5        | Mario Santizo    | Coca-Cola                       | + 54' 13"   |

### Clasificación de guatemaltecos
| Posición | Ciclista                 | Equipo               | Tiempo      |
| -------- | ------------------------ | -------------------- | ----------- |
|          | Luis Danilo Marroquín    | Café Quetzal         | 35h 36' 51″ |
| 2        | Danny Morales            | Jalapa Mario Estrada | + 5' 52"    |
| 3        | Carlos Gabriel Hernández | Esquipulas CCF       | + 15' 12"   |
| 4        | Lizandro Ajcú            | Coca-Cola            | + 16' 00"   |
| 5        | Luis Santizo             | Café Quetzal         | + 19' 09"   |

### Clasificación por equipos
| Posición | Equipo              | País      | Tiempo       |
| -------- | ------------------- | --------- | ------------ |
|          | EPM-UNE             | Colombia  | 106h 13' 36″ |
| 2        | Orgullo Paisa       | Colombia  | + 9' 09"     |
| 3        | Lotería del Táchira | Venezuela | + 11' 59"    |
| 4        | Canel's Turbo       | México    | + 1h 32' 21" |
| 5        | Coca-Cola           | Guatemala | + 1h 58' 18" |